# Podkrkonošské nářečí
Podkrkonošské nářečí (někdy nazývané krkonošské) je specifické nářečí českého jazyka, užívané přibližně na území národopisné oblasti Podkrkonoší a Krkonoš – tj. zejména v okrese Semily, v jižní a východní části okresu Jablonec nad Nisou a v severozápadní části okresu Trutnov. Je příbuzné s podještědským nářečím, které se užívá v jižní oblasti Liberecka. Řadí se k severovýchodočeské nářeční oblasti češtiny (stejně jako např. blízké kladské nářečí), některé níže uvedené znaky jsou shodné pro celou tuto skupinu.
V lexiku se objevuje vliv němčiny, ve fonologii vliv polštiny (slezštiny).
V běžné mluvě se používalo až do 70. let 20. století, postupně však mizí (ačkoli některé prvky nebo výrazy mohou přetrvávat nadále) – poslední enklávy se uvádějí v oblastech Mrklova a Poniklé. Kromě několika (většinou dříve vydaných) knih je nářečí prakticky nedostupné v tištěných či elektronických médiích, téměř se neužívá ani v populárním večerníčkovém televizním seriálu Krkonošské pohádky. V nářečí jsou ale natočeny některé televizní pohádky, viz část Nářečí v umění.

## Typické znaky
Nářečí se vyznačuje následujícími znaky:
- Slabikotvorné souhlásky r a l se zvýrazňují předloženým e nebo ә – při hovoru zpěvavě prodlouženým, v písemné podobě však bez čárky (slabikotvorné souhlásky tedy ztrácejí svoji slabikotvornost). Později se to mnohdy projevuje jen prodloužením souhlásky (vŕčeť, pĺno).

Příklad: Kerkonoše = Krkonoše, smerkovy perkynko = smrkové prkénko, pelná = plná, berzy = brzy
- Některé dlouhé samohlásky v poslední slabice slova se zkracují a slabikotvorné souhlásky se mohou i vypustit.

Příklad: řemesnik = řemeslník
- Dlouhé ú se diftongizuje na ou i v násloví (během historického vývoje češtiny k tomu došlo jen v ostatních pozicích).

Příklad: outery nebo outerek = úterý
- Souhláska v se mění na u (na konci slabik po samohlásce) nebo na obouretné w (před samohláskou).

Příklad: poudám = povídám, prauda = pravda, neujeďal = nevěděl, woni uwiděj = oni uvidí 
(pozn.: v psaném textu se často v a w nerozlišují)
- Souhlásky d a t se často vypouštějí; následuje-li n, ň nebo l, bývá zdvojeno.

Příklad: serce = srdce, prállo = prádlo, hnelle = hnedle, honně = hodně, voň ňákejch = od nějakých 
- Při spřažení …vě… se v vypouští a zůstává jen j.

Příklad: dje = dvě
- Změkčování t na ť (zejména zakončení infinitivu)

Příklad: spratěk = spratek, srounať = srovnat, bejť = být
- Používání „tvrdého l“, obdobného polskému ł.

Příklad: łžice = lžíce (též wžice)
- Odlišné koncovky některých pádů.

Příklad: 3. pád k tátoj = k tátovi, 7. pád s tátem = s tátou, se łžicej = lžící 
- Nepřehlasované podoby v příčestí minulém

Příklad: běžal = běžel, seďali = seděli, voperšalej = opršelý
- Změna nn → dn

Příklad: Adna = Anna 
- Zbytky výslovnosti tvrdého y v příčestí minulém slovesa být (byl…) - někde i jeho změna na ә: to bәlo

- Změna b → m před n a ň:

Příklad: modlitemna = modlitebna, velemní = velební, daremná = darebná
- Často zánik j na počátku slov před i:

Příklad: itŕnice = jitrnice
- Přípona -iště u osob, zvířat nebo věcí (ve zlobě), přípona -če u dívčích jmen

Příklad: kočiště = kočka, Anetiště = Aneta, Anče = Anna
- Další, nepravidelné odlišnosti.

Příklad: kůsa = kosa, kůtě = kotě (ale koza nebo kopec se již nemění), ďůče = děvče, dámno = dávno, círa = dcera, hneska = dneska, deň = den
- Specifická slovní zásoba, pramenící částečně z vlivu němčiny.

Příklad: kortouč = kolečko (trakař), čemersnej, čemesnej = čiperný, moska, mostka (pomnož.), násep (žen.r.) = zápraží, bouchoř = vrchní zmrzlá vrstva sněhu, hrobky = hromady kamení vybíraného z polí, cacnej = nedočkavý, piškuntál = mužský pohlavní úd (z německého Bestandteil = součástka)

Poznámky
- Nářeční rysy se mohly regionálně mírně lišit a také se vyvíjet v čase.
- Slovo muštelka, známé z televizních Krkonošských pohádek, nepochází z nářečí, ale je neologismem autorky.

## Nářečí v místopisu
Některé obce či geografické útvary mají (měly) v podkrkonošském nářečí pozměněný název oproti platnému úřednímu názvu.
| Úřední název (2022)   | nářeční název         | poznámky |
| --------------------- | --------------------- | -------- |
| Benecko               | Nebesko               |          |
| Hrabačov              | Hrabičkou             |          |
| Jablonec nad Jizerou  | Loneček               |          |
| Jestřabí v Krkonoších | Jestřaba              |          |
| Mrklov                | Merklou, též Merklín  |          |
| Mříčná                | Smerčina              |          |
| Peřimov               | Přím                  |          |
| Příchovice            | Štěpánou              |          |
| Rejdice               | Smerčiny              |          |
| Rokytnice nad Jizerou | Roketnice             |          |
| Roztoky u Jilemnice   | Stoky                 |          |
| Šumburk nad Desnou    | Šumná                 |          |
| Vrchlabí              | Verchláb              |          |
| Vysoké nad Jizerou    | Větrou, Vysoký        |          |
| Zlatá Olešnice        | Volešničtě, Volešnice |          |

## Nářečí v umění
Pohádky Československé televize
- Darounická poudačka (1964, podle Marie Kubátové)
- Čertouská poudačka (1966, podle Marie Kubátové)
- Zlatá přadlena (1975, podle Boženy Němcové)
- Co poudala bába Futéř (1983, scénář Anna Jurásková), vyprávějící příběh z Krakonošova mládí

Následující knihy jsou v nářečí psané buď celé, nebo částečně
- Josef Štefan Kubín: Lidové povídky z českého Podkrkonoší (Podhoří západní: 1922–1923, Úkrají východní: 1926), Lidové povídky z Podkrkonoší (1941, 1948[7], Podhoří západní: 1964, Úkrají východní: 1971)
- Marie Markvartová: Jeřabiny – Obrázky z horního Pojizeří (1942) – přímé řeči jsou v nářečí
- Jaromír Horáček: Kerkonošský muderlanti (1958), Nic kalýho zpod Žalýho (1963), Muderlanti zpod Žalýho (1966)
- Marie Kubátová[8]: Daremný poudačky (1956), Veselé pohádky z muzikantské zahrádky (2006)
- Amálie Kutinová[9]: Vo hajnejch a pytlákách (1960), Muzikantské řemeslo (1964), Pobejtky za kamny i na sluníčku (1965), Medicína pro potěšení aneb Vo bábách kalejch a nekalejch (pouze rukopis), Herdinové z Kerkonoš (pouze rukopis), Vo tom horáckým bernožení (pouze rukopis)
- Marie Kubátová & Amálie Kutinová: Krakonošův rok (1958), Krakonošovský špalíček (1964)
- Jan Buchar: Co se kdy u nás šustlo (1977), Co se šustlo taky jinde (1980), Bylo hůř a lidi nechválili (1984)
- Klára Hoffmanová: Krakonošoviny (1995, 2012), Vrdlouháni aneb prauda vo zázračným uzdravováni (1997, 2005)
- Slávka Hubačíková: Kale i kyselo (2008)[10]
- František Karel Pacholík: Pou̯dačky a vhačky (2015) – podle zápisků lidového vypravěče F. K. Pacholíka z Pasek nad Jizerou vydala Dr. Eva Koudelková
- František Karel Pacholík: Drobečky z pobejtek (2015) – taktéž

Překlad do podkrkonošského nářečí
- Antoine de Saint-Exupéry: Malej princ, překlad Jarmila Bachmannová, Klára Hoffmanová[11]